# Serixia nigritarsis
Serixia nigritarsis là một loài bọ cánh cứng trong họ Cerambycidae.